# Kromhoutkazerne (Tilburg)

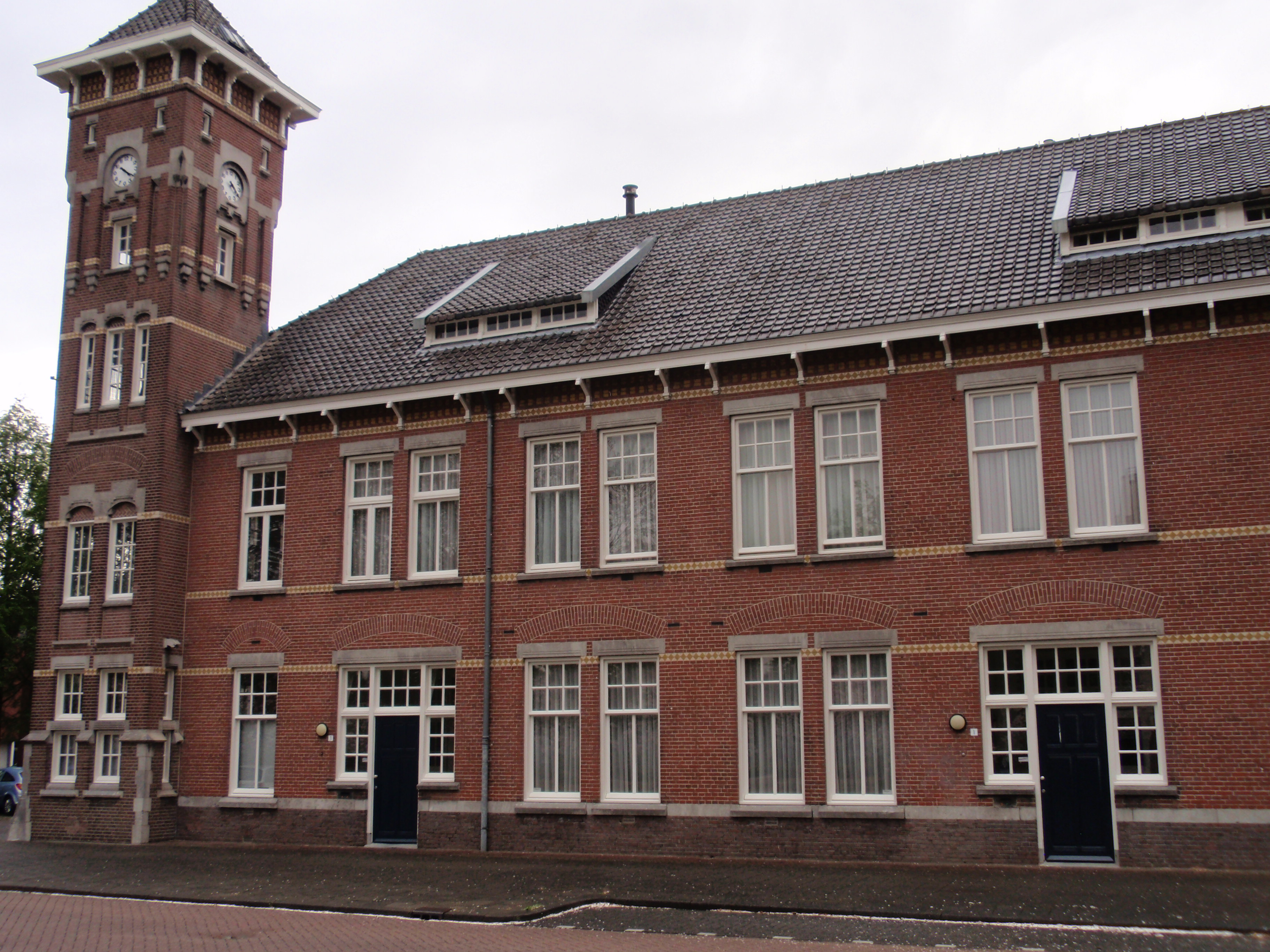
Het resterende hoofdgebouw

De Kromhoutkazerne (voluit: Generaal-majoor Kromhoutkazerne) is een kazerne te Tilburg die bestond van 1909 tot 1988. In tegenstelling tot de gelijknamige Utrechtse kazerne, die vernoemd is naar luitenant-generaal Kromhout, is de Tilburgse kazerne vernoemd naar generaal-majoor Kromhout (1845-1927).
Het complex bevond zich tussen de Korenbloemstraat, Bredaseweg, Diepenstraat en Ruysdaelstraat en werd aangelegd tussen 1909 en 1932. Het was een kazerne bestaande uit diverse losstaande gebouwen te midden van veel groen, alwaar zich ook een exercitieterrein bevond. Van oorsprong was het een cavaleriekazerne, een krijgsmachtonderdeel waarvoor de naamgever grote organisatorische verdiensten had. Zo kreeg hij de supervisie over een nieuw op te richten rijkshengstenveulendepot.
Later werd het een kazerne voor de artillerie en voor de AAT (aan- en afvoertroepen). Van 1968 tot 1988 was hier de Militaire Rijschool Tilburg gevestigd, waar de militairen met legertrucks leerden om te gaan, die dan ook een vertrouwd gegeven in het stadsbeeld waren.
Na de sluiting is van het complex het in 1913 in châletstijl uitgevoerde hoofdgebouw overgebleven en dit is geklasseerd als Rijksmonument. De rest is gesloopt en op het terrein zijn woningen verrezen. Ook is er een park aangelegd: het Kromhoutpark.